# Aeroporto Internazionale di Cozumel
L'Aeroporto Internazionale di Cozumel  è un aeroporto messicano situato nell'isola di Cozumel.